# Ајдиниди
Династија Ајдиниди или Ајдинид (савремени турски: Aydınoğulları, Aydınoğulları Beyliği), позната и као Кнежевина Ајдин и Бејлик у Ајдину (Aydın Beyliği), била је један од анадолских бејлика и позната по нападима на мору.

## Име
Име су добили по свом оснивачу Ајдин Мехмед бегу.

## Главни град
Његов главни град је испрва био у Биргију, а касније у Ајасолуку (данашњи Селџук), била је једна од пограничних кнежевина коју су у 14. веку основали Огузи након пропадања Румског султаната.

## Историја
Аидиниди су такође држали делове луке Смирна (савремени Измир) све време своје владавине и цео лучки град. Нарочито током владавине Умур-бега, синови Ајдина били су значајна поморска сила тог времена. Поморска моћ Ајдинида одиграла је пресудну улогу у византијском грађанском рату 1341–1347, где се Умур удружио са Јованом VI Кантакузином, али је такође изазвао латински одговор у виду крсташких похода на Смирну, коју су заузели од бејлика.
Бејлик је први пут уклопљен у Османско царство 1390. године, а након проласка Тамерлана у Анадолији 1402. године и наредног периода невоља који је трајао до 1425. године, његова територија је поново постала део османског царства, овог пута дефинитивно.

## Архитектура
Ајдински бегови оставили су важна архитектонска дела, углавном у Биргију и Ајасолуку, њиховим главним градовима.

## Списак владара
1. Мухаризалсин Гази Мехмед бег (1308-1334)
2. Умур-бег (1334-1348)
3. Мехмед I (1348-1360)
4. Мехмед Иса (1360-1390)

- Отоманска власт (1390-1402)

1. Исаоглу Муса бег (1402-1403)
2. Мусаоглу Умур бег II (1403-1405)
3. Измироглу Чунејд бег (1405-1426)